# 명성준
명성준(한국 한자: 明成峻, 1998년 3월 18일~)은 대한민국의 축구 선수이며, 포지션은 수비수이다. 현재 K4리그의 당진시민축구단소속이다.

## 클럽 경력
2017시즌을 앞두고 인천 유나이티드에 우선지명되며 팀에 입단했다. 2017년 7월 1일 강원 FC와의 경기에서 프로 데뷔전을 치렀다.
2018시즌 여름 이적시장을 통해 김한빈과 트레이드 되면서 부천 FC 1995에 입단했다.
2020시즌을 앞두고 K3리그의 전주시민축구단으로 이적했다.
2021시즌을 앞두고 K4리그의 당진시민축구단에 입단했다.
2021시즌 여름 이적시장을 통해 FC 목포에 입단했다.
2022시즌을 앞두고 당진시민축구단으로 복귀했다.